# Аньяделло
Аньяделло (італ. Agnadello) — муніципалітет в Італії, у регіоні Ломбардія,  провінція Кремона.
Аньяделло розташоване на відстані близько 460 км на північний захід від Рима, 30 км на схід від Мілана, 55 км на північний захід від Кремони.
Населення — 3858 осіб (2014).
Щорічний фестиваль відбувається 8 травня. Покровитель — святий Віктор.

## Демографія
Населення за роками:

Станом на 1 січня 2023 року в муніципалітеті офіційно проживало 495 іноземців з 35 країн, серед них 188 громадян країн Євросоюзу та 15 громадян України.

## Сусідні муніципалітети
- Арцаго-д'Адда
- Палаццо-Піньяно
- Пандіно
- Ривольта-д'Адда
- Торліно-Вімеркаті
- Вайлате